# Bronwyn Thompson (lekkoatletka)
Bronwyn Lee Thompson, po mężu Chipperfield (ur. 29 stycznia 1978 w Rockhampton) – australijska lekkoatletka, specjalistka skoku w dal, mistrzyni igrzysk Wspólnoty Narodów, trzykrotna olimpijka.

## Kariera sportowa
Odpadła w kwalifikacjach skoku w dal na igrzyskach olimpijskich w 2000 w Sydney, a na igrzyskach Wspólnoty Narodów w 2002 w Manchesterze zajęła w tej konkurencji 6. miejsce. Zajęła 7. miejsce na mistrzostwach świata w 2003 w Paryżu oraz odpadła w kwalifikacjach na halowych mistrzostwach świata w 2004 w Budapeszcie.
Zajęła 4. miejsce w skoku w dal na igrzyskach olimpijskich w 2004 w Atenach, przegrywając tylko z trzema zawodniczkami rosyjskimi. Zwyciężyła na igrzyskach Wspólnoty Narodów w 2006 w Melbourne, wyprzedzając swą koleżankę z reprezentacji Australii Kerrie Taurimę oraz Céline Laporte z Seszeli. Zajęła 4. miejsce w zawodach pucharu świata w 2006 w Atenach. Odpadła w kwalifikacjach skoku w dal na mistrzostwach świata w 2007 w Osace i igrzyskach olimpijskich w 2008 w Sydney.
Thompson była mistrzynią Australii w skoku w dal w 2001/2002, 2002/2003, 2005/2006, 2006/1007 i 1007/2008 oraz wicemistrzynią w 1999/2000, 2000/2001 i 2003/2004. Dwukrotnie poprawiała rekord Australii do wyniku 7,00 m, uzyskanego 7 marca 2002 w Melbourne. Był to najlepszy wynik w jej karierze. Jako rekord Australii został pobity dopiero przez Brooke Stratton w 2016.